# Jiří Háva
Jiří Háva (nascido em 18 de dezembro de 1944) é um ex-ciclista olímpico tchecoslovaco. Representou sua nação nos Jogos Olímpicos de Verão de 1972, na prova de corrida individual em estrada.